# Moments (album)
Moments is het derde muziekalbum van de Amerikaanse zanger en gitarist Boz Scaggs. Het is zijn debuut voor Columbia Records. Hij wordt begeleid door een aantal studiomusici, maar ook door zangeres Rita Coolidge. Het album is opgenomen in San Francisco, Wally Reider Studios. Scaggs is al lange tijd niet meer populair als retroplatenlabel BGO Records het album in 2008 op cd uitbrengt samen met zijn opvolger.

## Musici
- Boz Scaggs - gitaar, zang
- David Brown - basgitaar
- Rita Coolidge - achtergrondzang
- James Curly Cooke - gitaar
- Coke Escovedo - percussie
- Pete Escovedo - percussie
- John McFee - steelgitaar
- George Rains - slagwerk
- Ben Sidran - toetsen, vibrafoon, achtergrondzang
- Doug Simril - gitaar, toetsen
- Joachim Jymm Young - toetsen
- Bill Atwood – trompet, flugelhoorn
- Pat O'Hara – trombone en blaasarrangementen
- Mel Martin – saxofoon

## Composities
Allen van Scaggs tenzij anders aangegeven:
1. "We were always sweethearts"
2. "Downright women"
3. "Painted bells"
4. "Alone alone" (David Brown)
5. "Near you"
6. "I will forever sing (the blues)" (R.P. St John)
7. "Moments"
8. "Hollywood blues"
9. "We been away (David Brown)
10. "Can I make it last (or will it just be over)(instrumentaal)